# Holothuria (Semperothuria)
Sous-genre
Holothuria (Semperothuria) est un sous-genre de concombres de mer de la famille des Holothuriidae. 

## Description et caractéristiques
Ce sont des holothuries tropicales, présentes dans les trois principaux bassins océaniques (mais majoritairement le Pacifique). La plupart des espèces sont étroites et cylindriques (mais trapues une fois rétractées), de taille petite à moyenne (10 à 15 cm, exceptionnellement 20), avec un tégument lisse, fin et mou, parfois légèrement granuleux. Ces espèces ne sont pas pourvues de tubes de Cuvier. Elles sont équipées de 20 tentacules buccaux, des podia répartis de manière plus ou moins régulière en trois rangées sur le trivium, et de papilles uniquement sur le bivium. Au niveau squelettique, les spicules de ce sous-genre ne sont jamais en forme de rosettes. 

## Liste des espèces
Historiquement, ce groupe fut proposé par Elisabeth Deichmann (d) en tant que genre à part entière, mais les données scientifiques récentes l'ont placé au rang de sous-genre du vaste genre Holothuria. 
Selon World Register of Marine Species (24 octobre 2016) :
- Holothuria (Semperothuria) cinerascens (Brandt, 1835) -- Indo-Pacifique tropical
- Holothuria (Semperothuria) flavomaculata Semper, 1868 -- Indo-Pacifique tropical
- Holothuria (Semperothuria) granosa Cherbonnier, 1988 -- Madagascar et région
- Holothuria (Semperothuria) imitans Ludwig, 1875 -- Pacifique (et peut-être océan Indien septentrional)
- Holothuria (Semperothuria) languens Selenka, 1867 -- Pacifique est
- Holothuria (Semperothuria) roseomaculata Kerr, 2013 -- Pacifique ouest
- Holothuria (Semperothuria) surinamensis Ludwig, 1875 -- Caraïbes

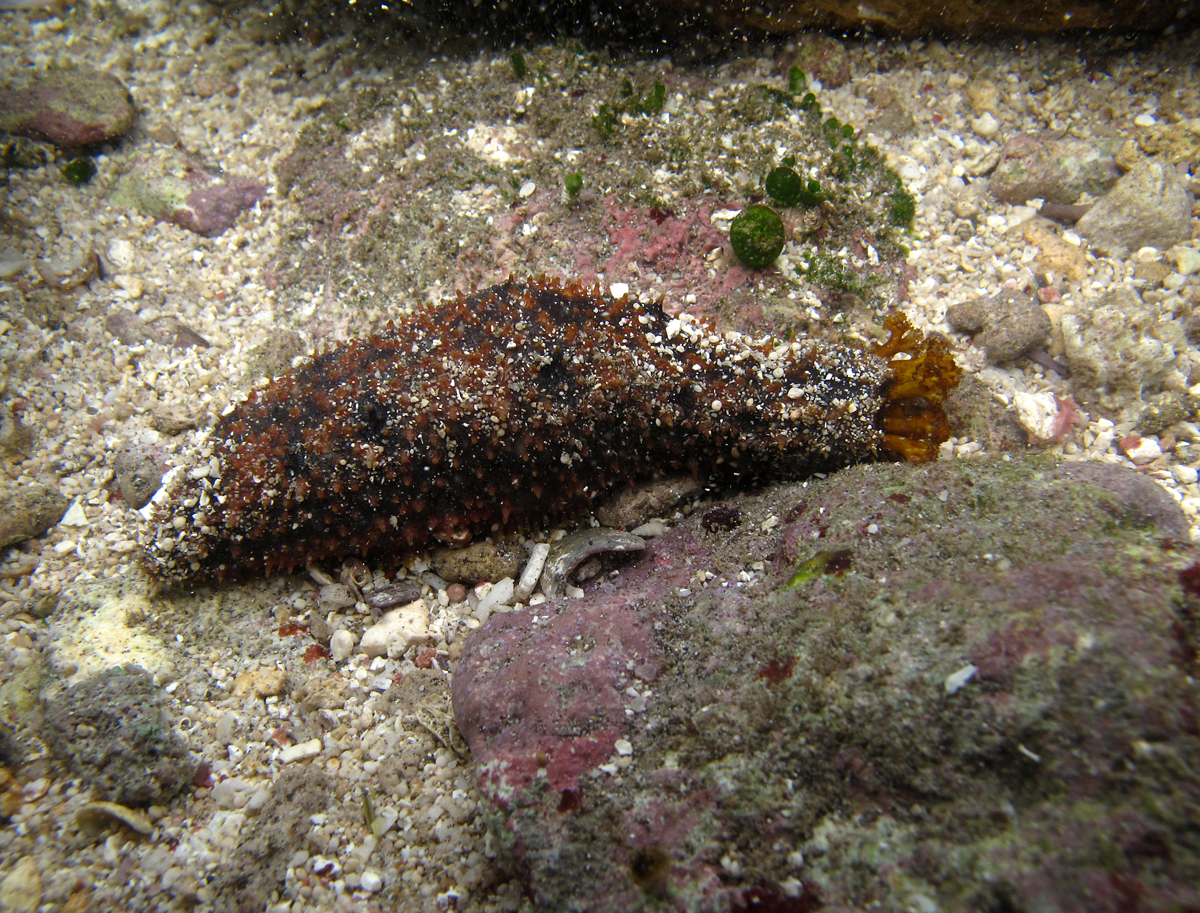
Holothuria cinerascens.
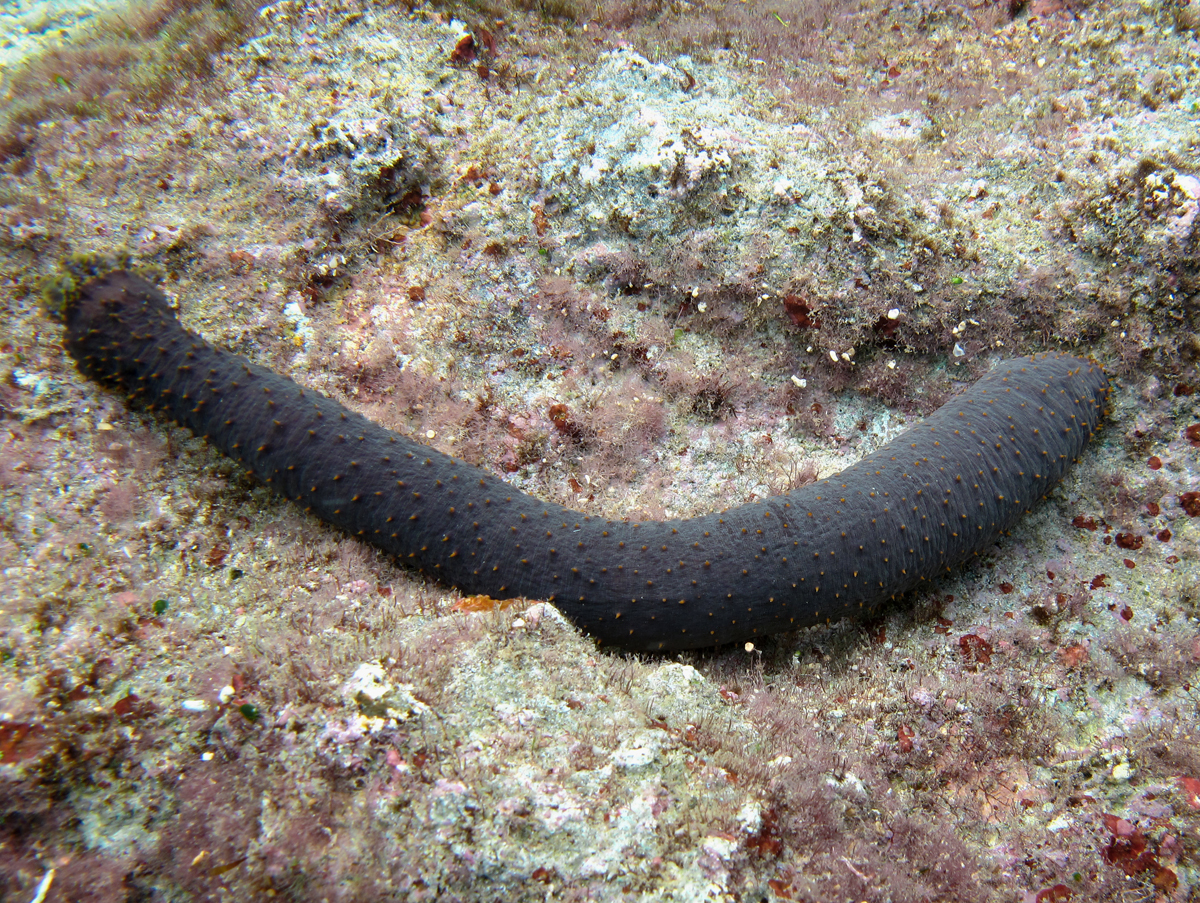
Holothuria flavomaculata.
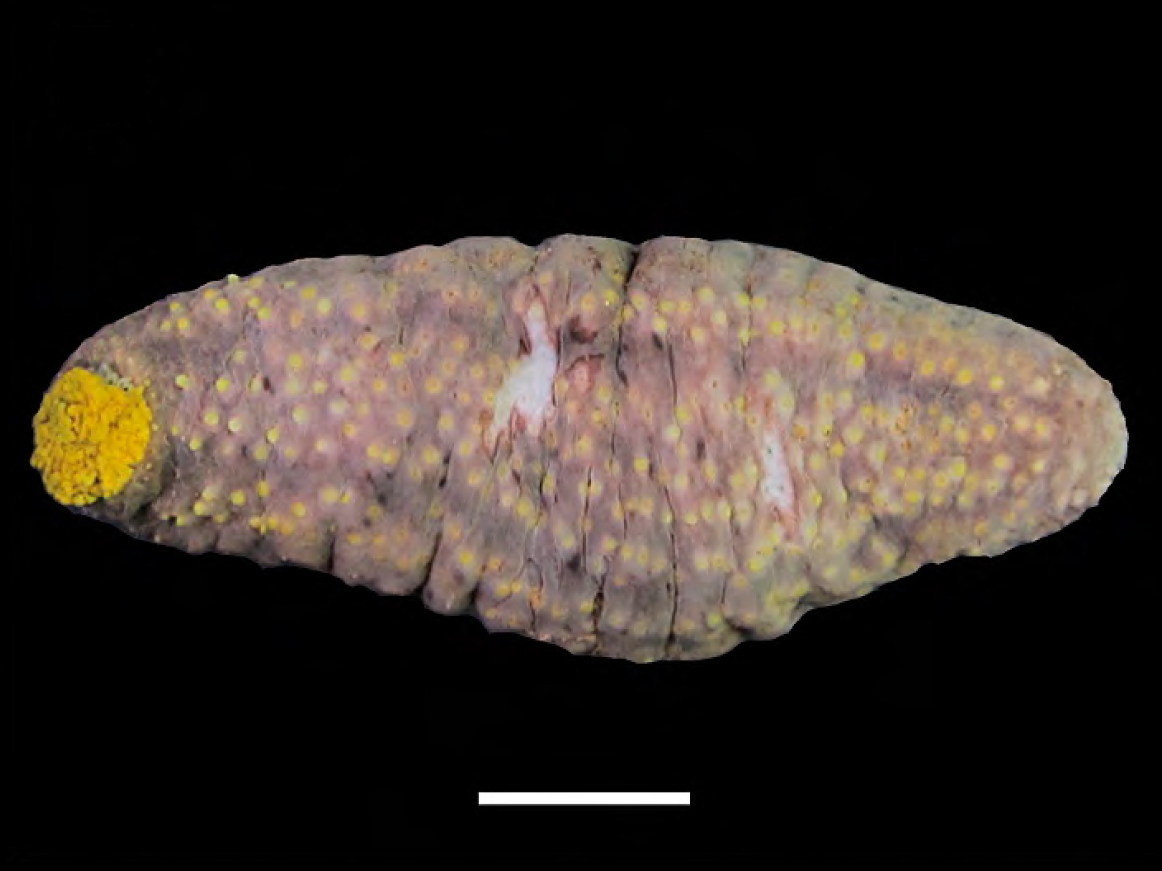
Holothuria languens.
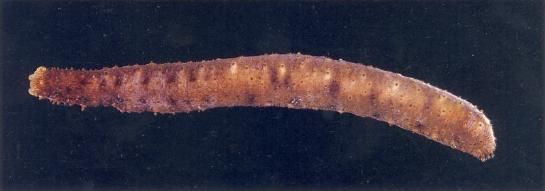
Holothuria surinamensis.